# Urban Renewal
Urban Renewal, amerikanska bandet Tower of Power femte album.

## Låtlista
Där inget annat anges är låtarna skrivna av Emilio Castillo och Stephen Kupka.
1. Only So Much Oil In The Ground  -3:46
2. Come Back, Baby  (B. Conte/L. Williams)  -3:21
3. It's Not The Crime  -1:45
4. I Won't Leave Unless You Want Me To  (Castillo/Kupka/G. Adams)  -3:28
5. Maybe It'll Rub Off  (Castillo/Kupka/C. Thompson)  -3:15
6. (To Say The Least) You're The Most  (J. Watson)  -2:28
7. Willing To Learn  -4:35
8. Give Me The Proof  (D. Bartlett)  -2:35
9. It Can Never Be The Same  (Castillo/Kupka/B. Conte)  -4:43
10. I Believe In Myself  -2:00
11. Walkin' Up Hip Street  (C. Thompson)  -5:50

## Medverkande
- Lenny Williams: lead vocals
- Chester Thompson: organ, bass pedals, piano, clavinet, ARP synthesizer, vocals
- Bruce Conte: guitar, vocals
- Francis Rocco Prestia: bass
- David Bartlett: drums, vocals
- Lenny Pickett: 1st tenor sax (all solos), alto sax, soprano sax, alto flute, clarinet, bass clarinet
- Emilio Castillo: 2nd tenor sax, vocals
- Stephen "Doc" Kupka: baritone sax
- Mic Gillette: trumpet (solo on "Walkin' Up Hip Street"), trombone, vocals
- Greg Adams: trumpet, fluegelhorn
- David Garibaldi: drums on "Willing To Learn"
- Carter Collins: congas
- Additional musicians on tracks 1, 2, 9, 10:
- Bootche Anderson: background vocals
- Marylin Scott: background vocals
- Pepper Watkins: background vocals